# Anna Sawai
Anna Sawai (Wellington: 11 de junio de 1992) es una actriz y cantante japonesa nacida en Nueva Zelanda, conocida por su trabajo en cine, televisión y música. 
Saltó a la fama inicialmente como miembro del grupo de pop japonés FAKY y más tarde consolidó su carrera como actriz con papeles destacados en producciones internacionales. Su interpretación de la noble Lady Mariko en la miniserie histórica Shōgun (2024), producida por FX y basada en la novela de James Clavell, le valió un amplio reconocimiento crítico y diversos premios, incluyendo un Emmy, un Globo de Oro y un premio del Sindicato de Actores (SAG), convirtiéndose en la primera actriz japonesa en obtener tales galardones en categorías principales de actuación dramática. Ha participado en producciones como Ninja Assassin (2009), Giri/Haji (2019), Fast & Furious 9 (2021), Pachinko (2022–) y Monarch: Legacy of Monsters (2023–).
Además de su carrera actoral, ha sido reconocida por su estilo en la alfombra roja y es embajadora de marcas como Cartier y Dior.

## Biografía
Sawai nació en Nueva Zelanda, hija de padres japoneses, y poco después de su nacimiento se mudó a Hong Kong y más tarde a las Filipinas. Vivió ahí parte de su niñez antes de mudarse a Yokohama, Japón a los 10 años debido al trabajo de su padre en el sector de la electrónica. En 2004, poco después de mudarse a Japón, Sawai fue elegida entre 10.000 aspirantes para interpretar el papel principal en el musical de teatro Annie. En 2006, se presentó al concurso Avex Audition y ganó un contrato de gestión con el conglomerado de entretenimiento japonés Avex Inc.
Durante su infancia, su padre la influenció para que escuchara a The Beatles y The Carpenters.

## Trayectoria profesional
En 2009, Sawai debutó en el cine profesional en la película de Warner Bros. Asesino ninja, dirigida por James McTeigue, interpretando a la rebelde Kunoichi, Kiriko. En marzo de 2012, fue seleccionada para cantar el himno nacional estadounidense en un partido de pretemporada de las Grandes Ligas en el Tokyo Dome. Poco después, comenzó a trabajar como cantante profesional con el grupo de chicas japonés ARA (Avex Rising Angels), que lanzó su primer vídeo musical oficial "Make My Dreams Come True" en noviembre de 2012. 
En 2013, dejó ARA para unirse al nuevo grupo de dance/R&B de Avex, FAKY. Actuó como una de las vocalistas principales del grupo hasta su último espectáculo con el grupo el 20 de diciembre de 2018. Su salida del grupo se anunció a través de las redes sociales de FAKY, citando su sueño de seguir su carrera de actriz. En 2019, Sawai coprotagonizó el drama criminal de la BBC Giri/Haji. Luego fue elegida para la película de acción F9, dirigida por Justin Lin. Sawai eligió el papel de Elle en F9 porque creció viendo las películas de Fast & Furious y apreciaba la diversidad del reparto de la película.
En noviembre de 2019, se anunció que Sawai había sido reclutada por la agencia de talentos estadounidense WME. En octubre de 2020, se anunció que Sawai interpretaría a la experta mujer de carrera Naomi en la adaptación de Apple TV+ de Pachinko, basada en la novela de Min Jin Lee, en un papel creado para la serie. En 2022 se unió al elenco de la próxima serie de Apple TV+, Monarch: Legacy of Monsters en el papel de Cate Randa.
Sawai fue anunciada como parte del reparto de la serie limitada de FX Shōgun, adaptada del libro de James Clavell novela, interpretando el papel de Lady Mariko. En el 2024, su papel como Lady Mariko en Shōgun recibió muchos elogios de la crítica, y la llevó a ganar el Emmy en la categoría de mejor actriz principal en una serie dramática, siendo la primera mujer de descendencia asiática en ganar dicho premio. En el 2025, en la 82.ª edición de los Premios Globos de Oro, gana en la categoría de Mejor actriz en serie de drama.

## Filmografía

### Cine
| Año  | Título            | Personaje | Ref.  |
| ---- | ----------------- | --------- | ----- |
| 2009 | Ninja Assassin    | Kiriko    |       |
| 2021 | F9                | Elle Lue  |       |
| 2026 | How to Rob a Bank | -         | [ 7 ] |

### Series
| Año  | Título                      | Personaje             | Notas                         |
| ---- | --------------------------- | --------------------- | ----------------------------- |
| 2007 | Our Love Song (愛のうた!)   | Natsu                 | 1 episodio                    |
| 2018 | Colors                      | Train station accuser | 2 episodios                   |
| 2019 | Giri/Haji                   | Eiko Fukuhara         | Papel principal, 6 episodios  |
| 2022 | Pachinko                    | Naomi                 | Papel principal, 11 episodios |
| 2023 | Monarch: Legacy of Monsters | Cate Randa            | Papel principal, 10 episodios |
| 2024 | Shōgun                      | Toda Mariko           | Papel principal, 10 episodios |

### Vídeos musicales
| Año  | Título                         | Artista       | Rol                   |
| ---- | ------------------------------ | ------------- | --------------------- |
| 2013 | "Better Without You"           | FAKY          | Vocalista principal   |
| 2013 | "Girl Digger"                  | FAKY          | Vocalista y bailarina |
| 2015 | "Afterglow"                    | FAKY          | Vocalista             |
| 2016 | "You"                          | FAKY          | Vocalista             |
| 2016 | "Candy"                        | FAKY          | Vocalista             |
| 2017 | "Surrender"                    | FAKY          | Vocalista             |
| 2018 | "Who We Are"                   | FAKY          | Vocalista             |
| 2018 | "Bad Things (versión inglesa)" | FAKY          | Vocalista             |
| 2015 | "Katy"                         | Elliott Yamin | Protagonista          |

### Videojuegos
| Año  | Título                    | Papel de voz   | Notas                        |
| ---- | ------------------------- | -------------- | ---------------------------- |
| 2017 | Style Savvy: Styling Star | Angélique Noir | Versiones Norteamérica y PAL |